# La Ginebrosa
La Ginebrosa è un comune spagnolo di 200 abitanti situato nella comunità autonoma dell'Aragona.
Appartiene ad una subregione conosciuta come Frangia d'Aragona. La lingua d'uso del paese, è, da sempre, una variante del catalano occidentale.

## Storia

### Simboli
Lo stemma comunale si blasona: 
(Gobierno de Aragón, decreto n. 2 del 13 gennaio 2009)